# Ołeh Haras
Ołeh Zinowijowycz Haras, ukr. Олег Зіновійович Гарас, ros. Олег Зиновьевич Гарас, Oleg Zinowjewicz Garas (ur. 5 grudnia 1976 we wsi Wistowa, w obwodzie iwanofrankowskim) – ukraiński piłkarz, grający na pozycji napastnika.

## Kariera piłkarska

### Kariera klubowa
Wychowanek DJuSSz nr 1 w Kałuszu (trener Petro Olijnyk), a potem Internatu Sportowego we Lwowie (trenerzy Ołeh Rodin i Lew Browarski). W 1993 rozpoczął karierę piłkarską w Karpatach Lwów, ale po 1 meczu przeniósł się do FK Lwów. Latem 1996 został zaproszony do Lokomotiwa Moskwa. W końcu roku doznał ciężkiej kontuzji nogi i cały rok 1997 leczył się. Potem często też otrzymywał kontuzje. W 2000 został wypożyczony do Fakiełu Woroneż. Latem 2002 wrócił do Karpat, ale po kolejnej kontuzji był zmuszony zakończyć karierę piłkarską w wieku 24 lat.

### Kariera reprezentacyjna
Przez swoją krótką karierę piłkarską zdążył pograć we wszystkich reprezentacjach Ukrainy, poczynając od juniorskiej kończąc młodzieżową.

## Kariera trenerska
Na początku 2012 został zaproszony do FK Lwów, w którym pełnił funkcje grającego trenera.

## Sukcesy i odznaczenia

### Sukcesy klubowe
- wicemistrz Rosji: 2000
- brązowy medalista Mistrzostw Rosji: 1998
- zdobywca Pucharu Rosji: 1997
- finalista Pucharu Rosji: 1998

### Odznaczenia
- nagrodzony nagrodą Rosyjskiej Premjer Ligi "Strzelec" w nominacji "Nadzieja sezonu": 1996[4]